# Agenzia nazionale delle risorse naturali
L'Agenzia nazionale delle risorse naturali (in albanese Agjencia Kombëtare e Burimeve Natyrore), nota anche attraverso l'acronimo AKBN, è un'agenzia governativa del Ministero delle infrastrutture e dell'energia deputata alla supervisione e al monitoraggio dello sfruttamento delle risorse naturali in Albania tra cui giacimenti di idrocarburi, risorse minerarie e fonti di energia rinnovabili.

## Storia
L'agenzia è stata fondata con decisione del Consiglio dei ministri n° 547 del 9 agosto 2006, assorbendo le funzioni dell'Agenzia nazionale degli idrocarburi, dell'Agenzia nazionale dell'energia e di due istituti di ricerca in campo minerario, sotto il controllo del Ministero dell'economia, del commercio e dell'energia.